# Aradas
Aradas é uma povoação portuguesa sede da Freguesia de Aradas do Município de Aveiro, freguesia com 8,90 km² de área e 10087 habitantes (censo de 2021), tendo, por isso, uma densidade populacional de 1 133,4 hab./km².
Em 1969 foi constituída a freguesia de São Bernardo com lugares desta freguesia.

## Demografia
A população registada nos censos foi:
| Distribuição da População por Grupos Etários | Distribuição da População por Grupos Etários | Distribuição da População por Grupos Etários | Distribuição da População por Grupos Etários | Distribuição da População por Grupos Etários |
| -------------------------------------------- | -------------------------------------------- | -------------------------------------------- | -------------------------------------------- | -------------------------------------------- |
| Ano                                          | 0-14 Anos                                    | 15-24 Anos                                   | 25-64 Anos                                   | > 65 Anos                                    |
| 2001                                         | 1093                                         | 1053                                         | 4249                                         | 1233                                         |
| 2011                                         | 1310                                         | 924                                          | 5364                                         | 1559                                         |
| 2021                                         | 1340                                         | 1045                                         | 5659                                         | 2043                                         |

## Geografia
Dista da sede municipal aproximadamente 3 km e está limitada pelas freguesias de Glória e Vera Cruz, São Bernardo e Oliveirinha, do município de Aveiro, e pela freguesia de Ílhavo (São Salvador), do município de Ílhavo. É atravessada pela Avenida Europa (ex- EN.109), confinando com o município de Ílhavo.
Antigo concelho com foral outorgado pelo Mosteiro de Santa Cruz de Coimbra, em Agosto de 1181, incorporada no concelho (atual município) de Aveiro em 1836. 
Da Freguesia de Aradas fazem parte os lugares de Verdemilho, Bom Sucesso, Quinta do Picado e Aradas. A freguesia abrange duas colinas de brando relevo, orientado a noroeste. A do lado Norte chama-se Cabreira e vai de Aradas a São Tiago; a meridional vai estende-se desde o Bom Sucesso até Verdemilho.

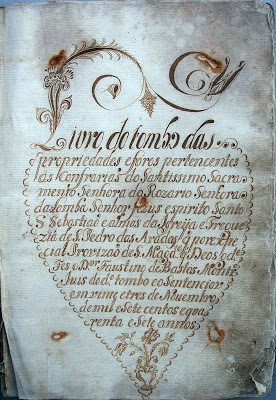

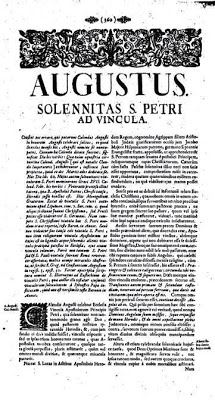

## Toponímia
O topónimo "Aradas" foi inicialmente "Heerada" e depois"Arada", a que se juntou um "s" paragónico*.
Muito se tem discutido quanto ao seu significado pois se, para alguns autores, "Arada" é significativo de "terras aradas", outros defendem que "Herada", topónimo inicial, e indicativo de "local coberto de heras", na altura da sua denominação, o que parece prova suficiente da incultura (não total) dominante. 

## História
A antiguidade da povoação deste território é certamente muito anterior ao século XII, podendo supor-se da arqueologia das imediações que deve atingir épocas pré-romanas. Através da toponímia local pode deduzir-se como se encontrava parte do território que actualmente constitui a freguesia de Aradas, antes da nacionalidade: "Heradas", "Cardosas", "Amedas", ou seja, povoada de heras, de cardos, de amieiras, ao que há a juntar o nome "villa de milho" (Milio), hoje povoação de Verdemilho (etimologia popular).

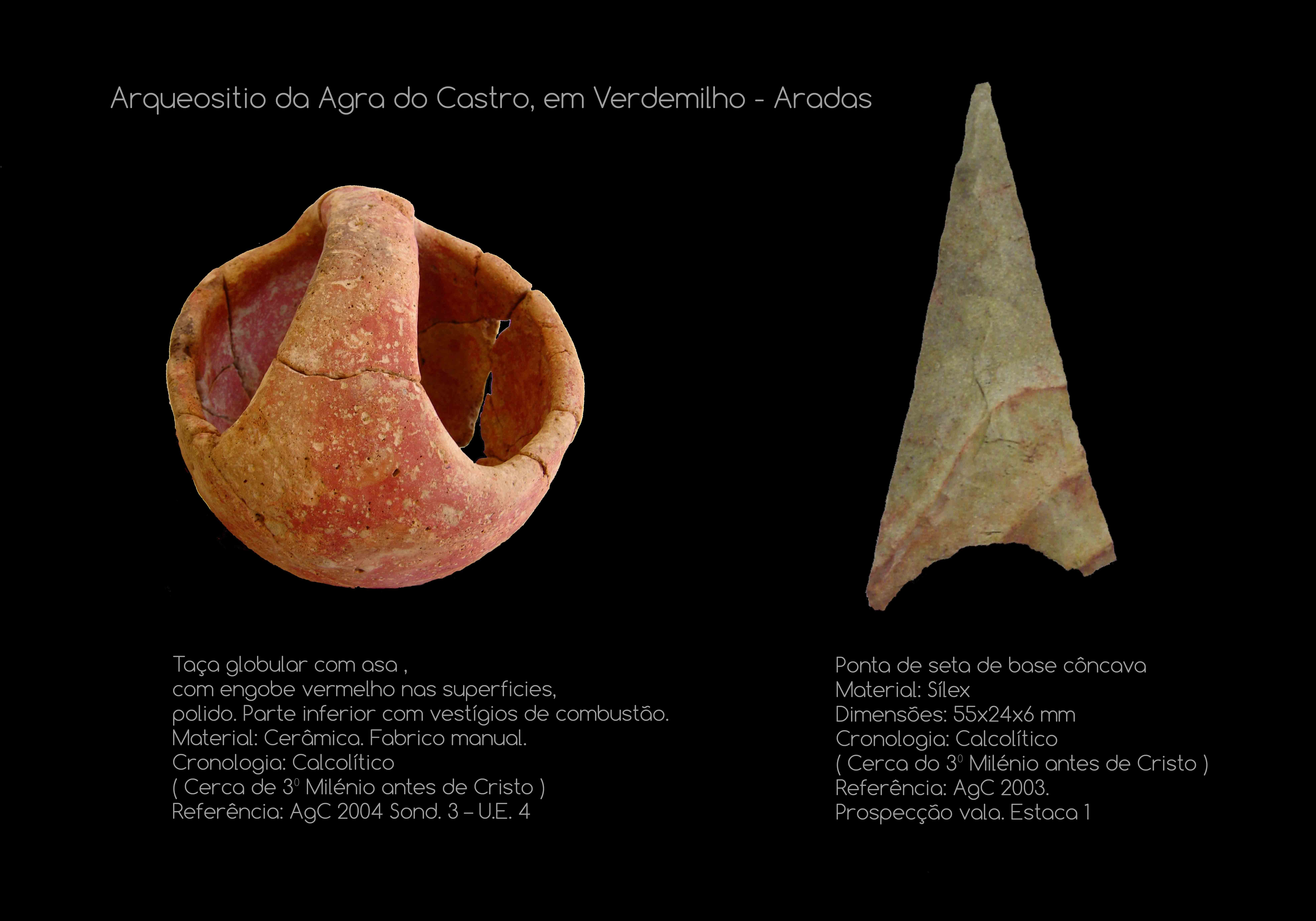

Os achados arqueológicos, nomeadamente pontas de seta e facas em silício e uma invulgar peça de cerâmica (de que só se conhece outro exemplar semelhante no sul de Espanha - Andaluzia) encontrados recentemente aquando da construção do edifício para o Departamento de Medicina da Universidade de Aveiro no sítio do Crasto, em Verdemilho, dão conta de que este lugar já seria habitado pelo 3.º milénio antes de Cristo, consistindo, portanto, o mais antigo povoamento conhecido na região de Aveiro.
Na segunda metade do século XII, documentos da época provam que o Mosteiro de Santa Cruz de Coimbra possui neste lugar alguns haveres, porque em 1166 cedeu ao Conde D. Gomes Pais "de Silva", para este lhe permitir a posse incontestada de outros lugares algures, e meio casal em Verdemilho, que pertencera a um Mendo Oséviz (Eusébiz ou Eusébio), certamente o doador ao mosteiro: "unum medium casalem quit fuit de Menendo Oseviz in villa de Milio".
Sobre a história de "Heerada", há a notar a posse do lugar por Diogo Mendes que, em 1181 o doou, com a sua igreja de S. Pedro, ao Mosteiro de Santa Cruz de Coimbra. Devido a esta doação, o senhorio era dos crúzios, representado não pelo Mosteiro de Santa Cruz de Coimbra, mas pelo convento da Serra do Pilar (Vila Nova de Gaia), filial do primeiro, tendo o vigário a renda anual de 150 mil reis. Já foi Vila e Concelho, e pertenceu á comarca de Esgueira e ao Bispo de Coimbra. Só posteriormente passou para Aveiro.

## Pontos de interesse
- Skope - Museu de Medicina e Saúde

## Datas relevantes
- 1131 (Março) - Época de Afonso I, Jacob Mendes doou em testamento ao Mosteiro de Santa Cruz de Coimbra, Aradas;
- 1181 (Agosto) - Os crúzios de Coimbra, tornam Aradas Concelho, através da concessão de foral; Verdemilho, Bonsucesso e Quinta do Picado pertenciam a Ílhavo
- 1836 (Novembro) - Aradas foi suprimida como concelho e incorporada no concelho de Aveiro, juntamente com Verdemilho, Bonsucesso e Quinta do Picado;
- 1973 (Abril) - Em 26 de Abril de 1973, com a promulgação do Decreto n.º 215/73, de 10 de Maio, que fixou obrigatoriamente o nome "Aradas", tanto para a freguesia como para o lugar que dela faz parte.

## Personalidades ligadas a Aradas
As seguintes personalidades ilustres estão ligadas a Aradas:

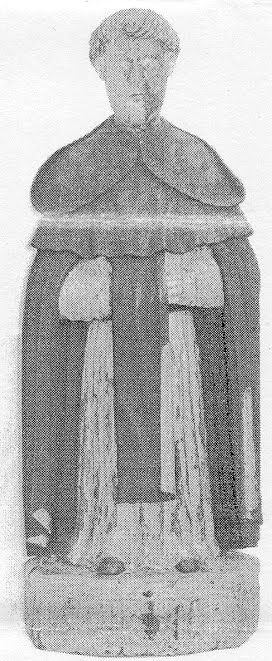

- Frei Pedro Dias, o santo de Aradas (1457 - 1528)[8] — Pedro Dias nasceu em Aradas por volta do ano de 1457. Muito pobre e analfabeto, para ganhar a vida fez-se embarcadiço. Um dia, quando se preparava para mais uma viagem longa, dirigiu-se ao Convento de S. Domingos, em Aveiro, para se confessar e comungar. O confessor, surpreendido com ele, convidou-o a entrar para o Convento. Embora receasse ser mal recebido pelos frades, por não saber ler, Pedro aceitou e tornou-se frade leigo. O Prior nomeou-o porteiro, lugar que desempenhou no Convento de Aveiro e depois no de Évora, para onde foi transferido anos mais tarde. Levou uma vida de humildade e auto-exigência quase inacreditáveis: não comia carne nem bebia vinho; jejuava todos os dias, com excepção dos Domingos e Dia de Natal; nunca vestiu um hábito novo – só usava os velhos que os companheiros já tivessem deixado de vestir; não quiz cela nem cama própria onde pudesse repousar – passava as noites na igreja, de joelhos nus no chão, a rezar: quando o sono o vencia, continuando de joelhos estendia as mãos no chão à sua frente, apoiava nelas a cabeça... e era assim que dormia um pouco, para logo voltar à oração. Os pobres, que acudiam à portaria do Convento a procurar comida, chamavam-lhe Pai – tal era o carinho e atenção com que cuidava deles. A fama da sua estreita ligação com Deus, através da oração, era tão grande que o próprio Rei D. Manuel I – o Venturoso –, de visita a Évora, procurou Frei Pedro para a Rainha D. Maria, que o acompanhava, poder pedir-lhe que a incluísse nas suas orações. Foi essa vida de auto-exigência extrema, a obediência sem reservas, o cuidado extremoso posto no serviço dos mais pobres, a oração permanente e o dom da profecia de que tantas vezes deu provas que lhe trouxeram, ainda em vida, a aura de santidade. Faleceu em Évora, no dia 8 de Janeiro de 1528, com a fama de Santo atribuída pelo povo simples – que o canonizou. O seu nome, como S. Pedro Bom, é memorado no Missal Romano no dia 9 de Janeiro. Na Paróquia de Aradas existe uma imagem sua, em escultura de madeira da segunda metade do Século XVI, que o mostra em traje Dominicano.[9]

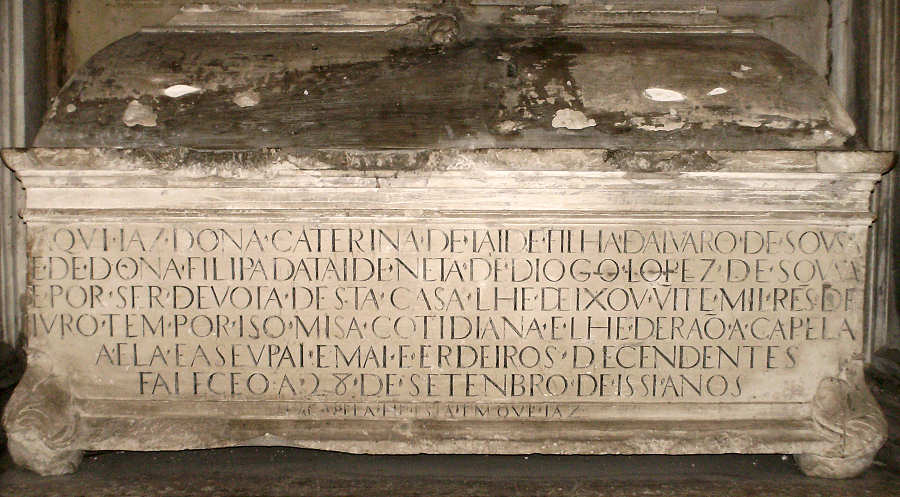

- Catarina de Ataíde (? - 1551)[10] — Catarina de Ataíde, filha de Álvaro de Sousa, senhor de Eixo e Requeixo, foi dama da corte da rainha D. Catarina, esposa do rei D. João III. Tornou-se senhora de Verdemilho pelo casamento com Rui Pereira Borges de Miranda, que herdara de seu pai, António Borges de Miranda, o senhorio de Carvalhais, Ílhavo e Verdemilho. Esta herança foi invulgar, porque Rui era filho do casamento do seu pai, em segundas núpcias, com D. Antónia de Barredo, e havia filhos do primeiro casamento, Simão e Gonçalo Borges, que dela foram espoliados. O casal escolheu Verdemilho para viver — o que não deixou de ser uma distinção importante para a então Vila de Milho. Catarina de Ataíde era uma senhora muito devota e de rara beleza. Segundo a opinião da generalidade dos historiadores, era ela a Natércia da lírica de Luís de Camões. Aparentemente, foi a grande paixão da juventude do poeta[11], a quem esse amor impossível custou quatro desterros: primeiro de Coimbra para Lisboa; depois para Santarém; de seguida para Ceuta; e, finalmente, para a Índia, de onde voltou pobre já depois do falecimento da sua amada. Mais do que a sua linhagem, foi a circunstância de ter sido a musa inspiradora de belos e sentidos poemas de Luís de Camões que fez com que o nome de Catarina de Ataíde ficasse para a posteridade. Catarina de Ataíde faleceu em Verdemilho, em 28 de Setembro de 1551. Foi sepultada na capela-mor do antigo convento de S. Domingos, em Aveiro. Hoje, o seu túmulo pode ainda ver-se no átrio de entrada da Sé de Aveiro, numa capela, cuja autoria é atribuída a João de Ruão, localizada à esquerda da porta principal daquele templo. Tem a seguinte inscrição: «Aqui jaz Catarina de Ataíde, filha de Álvaro de Sousa e de D. Filipa de Ataíde. Neta de Diogo Lopes de Sousa e por ser devota desta casa lhe deixou vinte mil réis de juros. Tem por isso missa quotidiana e lhe deram capela, bem como a seu pai, mãe e herdeiros. 28 de Setembro de 1551»[12]

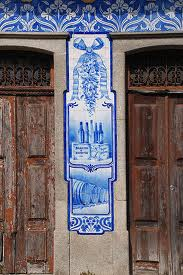

- Manuel Mendes de Barbuda e Vasconcelos (1607 – 1670)[13] — Nasceu e foi sepultado em Verdemilho. Foi magistrado, poeta e cavaleiro da corte de D. Afonso VI. Enquanto magistrado, foi Desembargador de Paço, Juiz de Fora em Caminha, xxx de Valença e Provedor de Lamego. Como Poeta, publicou em 1667 "Virginides ou Vida de Virgem Senhora Nossa"[14], poema de 20 cantos em oitava rima e deixou incompleto outro poema intitulado "Sucessos das Armas Lusitanas" - Obras que levaram alguns autores dos dois séculos seguintes a considerá-lo o maior épico português.

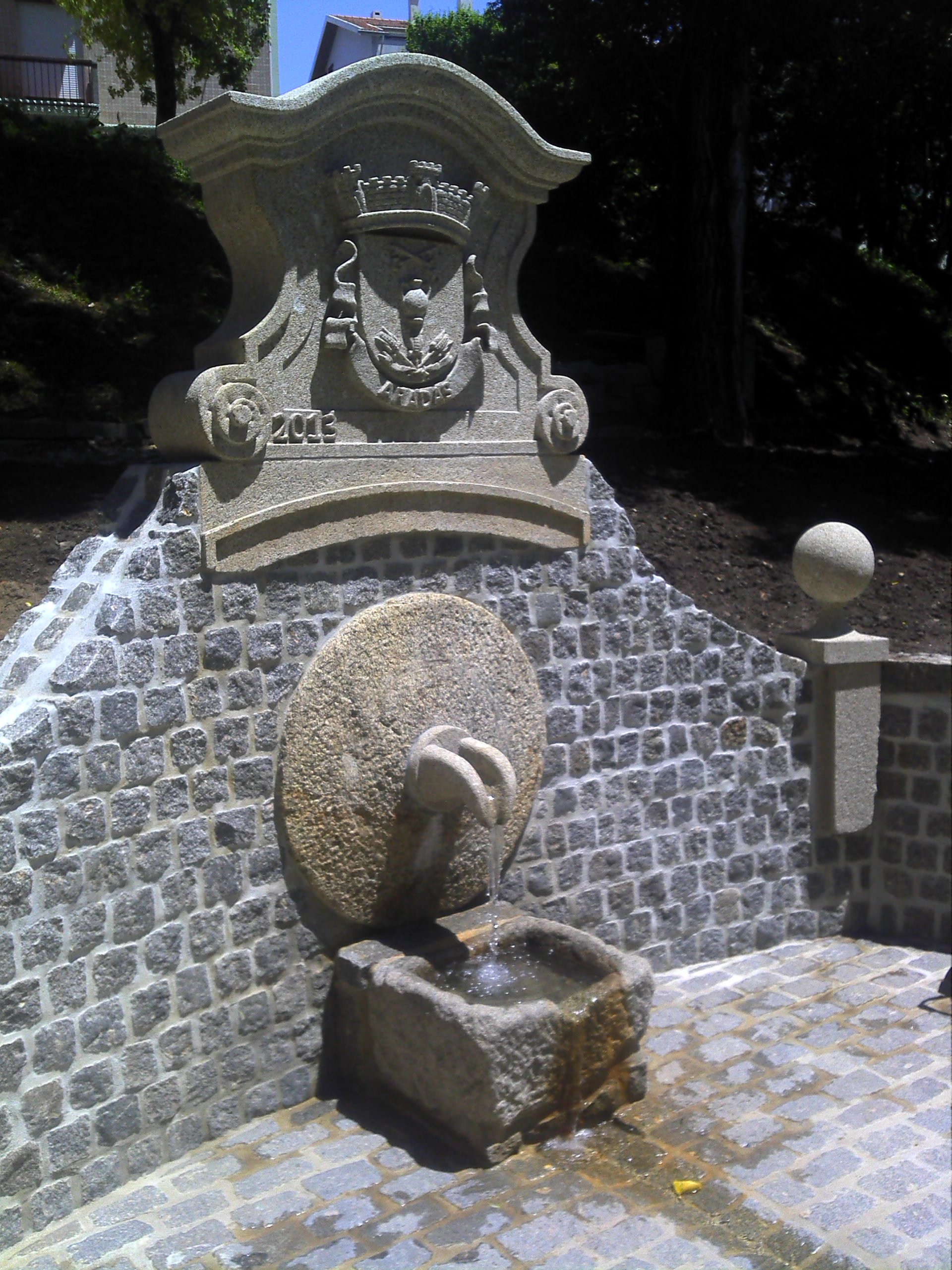

- D. frei Miguel de Bulhões e Sousa (1706 – 1780). — Natural de Verdemilho, foi bispo de Malaca, do Grão-Pará e de Leiria. Foi muito importante o seu papel religioso e político no Brasil, onde além de Bispo, foi também Governador do Grão-Pará e Maranhão e se notabilizou na protecção que dispensou aos índios, legislando e protegendo os seus direitos face aos colonizadores.[15] Em Leiria, além de notável trabalho pastoral desenvolvido fez reconstruir a catedral, que ruíra no grande terramoto de 1 de Novembro de 1755 e mandou construir a torre do relógio e a escadaria monumental do santuário de Nossa Senhora da Encarnação.[16]Miguel de Bulhões e Sousa É um dos únicos três Bispos da Diocese que repousam em túmulo próprio na Catedral.

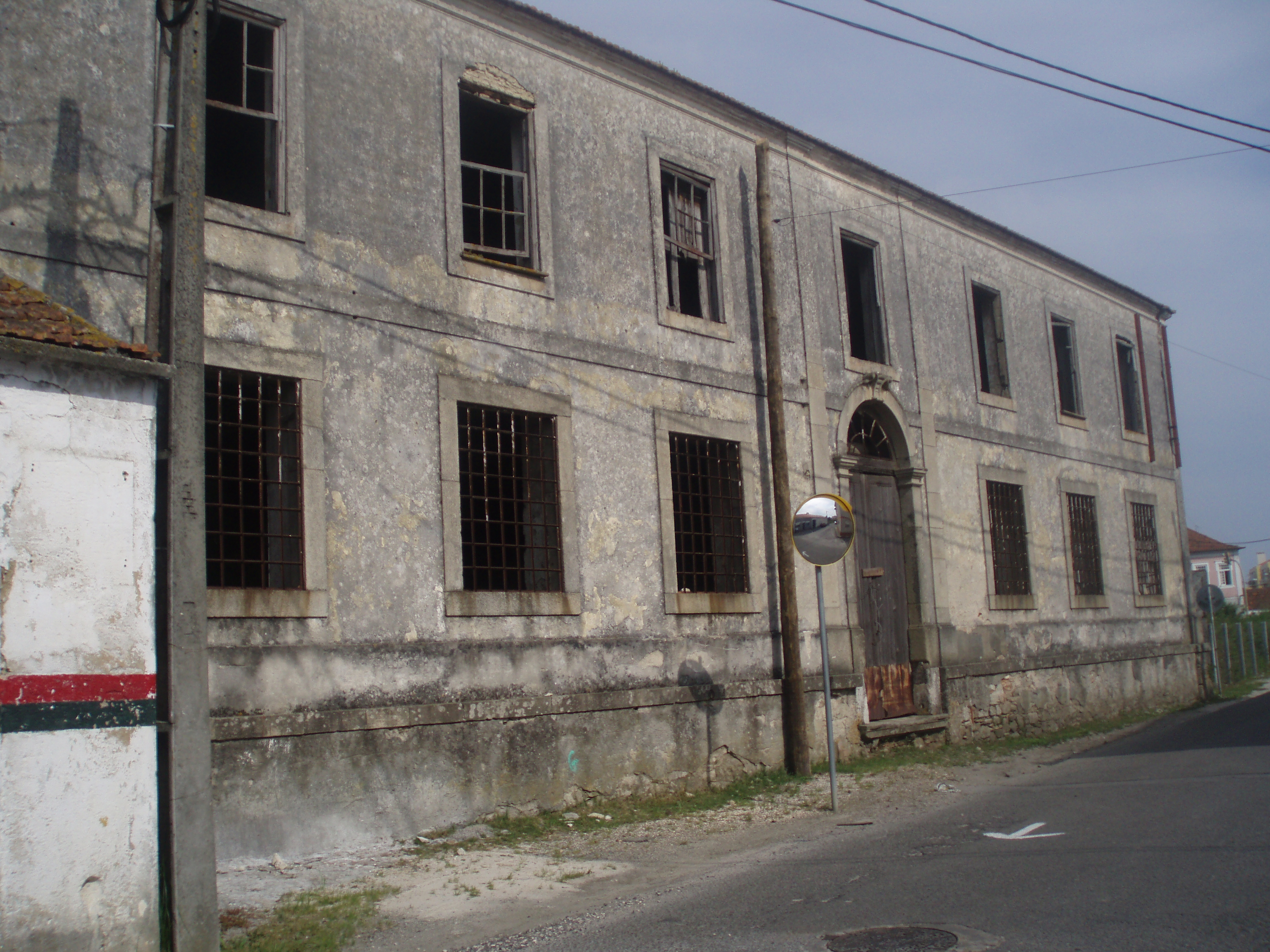

- Desembargador Joaquim José de Queirós (1774 – 1850)[17] — Joaquim José de Queirós nasceu em Quintãs (Eixo - Aveiro) a 9 de Janeiro de 1774, mas viveu em Verdemilho, na casa apalaçada que ainda hoje existe na rua que tem o seu nome (Rua Conselheiro Queirós). Aí faleceu, em 16 de Abril de 1850. A casa, actualmente em deplorável estado de ruína, é agora conhecida por Casa Eça de Queirós, pelo facto de o escritor, seu neto, nela ter vivido a sua meninice, entre 1848 e 1855. Após o falecimento da viúva do Sr. Conselheiro, D. Teodora Joaquina, em 1855, o prédio teve diversos usos. Aqueles que recordo é de lá ter funcionado, durante muitos anos, a secção de moagem da fábrica de José dos Santos Capela; depois, durante um tempo, foi salão de bailes e a seguir depósito de garrafas de gás doméstico. Como a grande placa que lá está afixada indica, há, de há anos, a promessa de ser recuperado e devolvido a uma finalidade consentânea com a sua história. O Conselheiro Queirós, importante figura nacional da sua época, foi Magistrado, Ministro da Justiça, Conselheiro de Estado, Fidalgo Cavaleiro da Corte de D. Maria II e Cavaleiro Professo da Ordem de Cristo. O seu nome é histórico pelo facto de ter chefiado o primeiro levantamento liberal contra o regime absolutista do rei D. Miguel, a Revolta de 16 de Maio de 1828. Em capítulo anterior, a propósito da Fonte da Arregaça, foi dada conta das vicissitudes por que passou pelo facto de ter falhado esse pronunciamento militar. A figura do Conselheiro Queirós ainda não está esquecida pelo povo de Verdemilho. O seu nome figura na toponímia da freguesia. Há também a sua campa no cemitério, com um obelisco evocativo, mandada erigir pela Junta Militar de 1932.

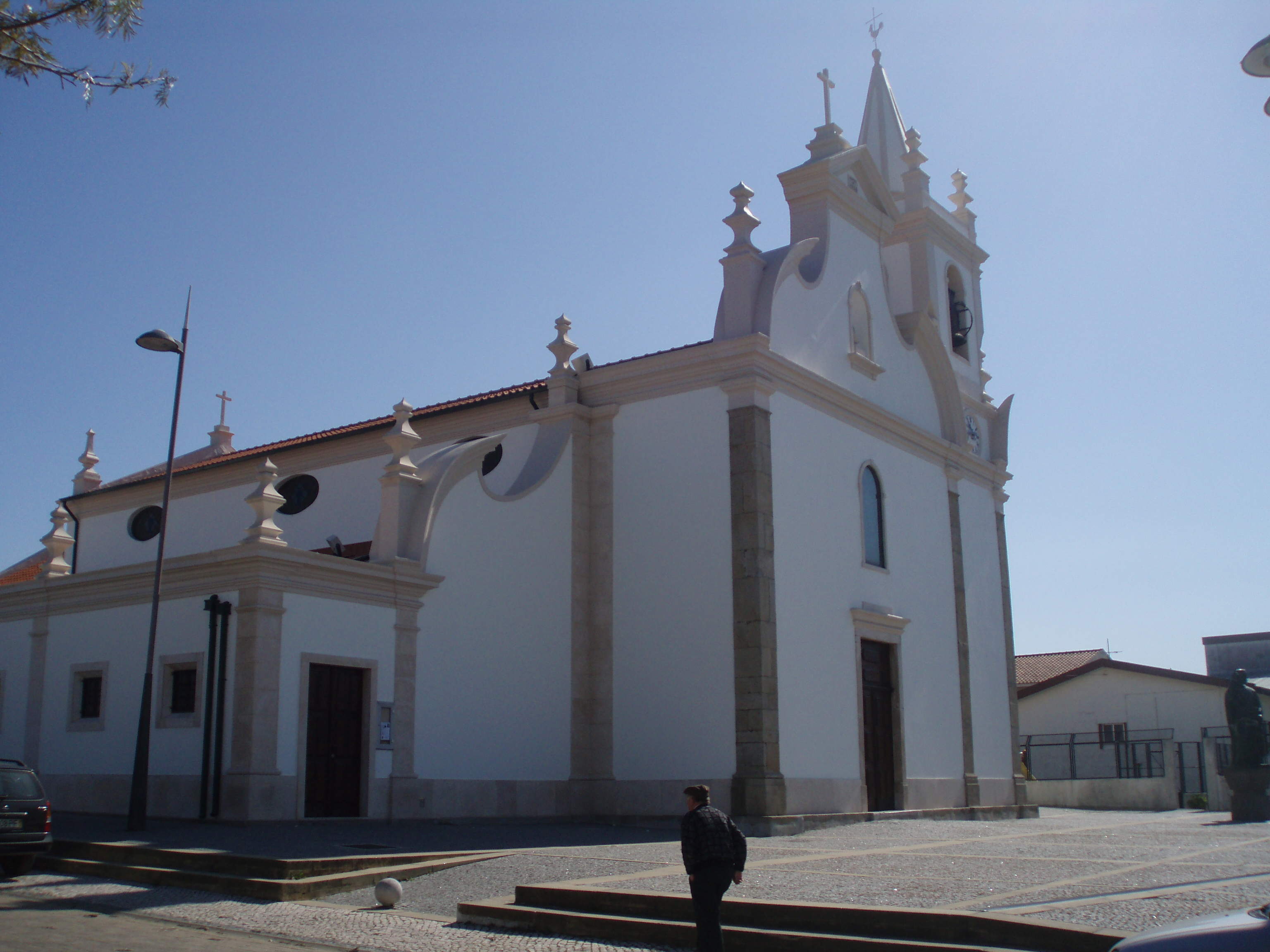

- Acácio Vieira da Rosa (1871-1955)[10]. Nascido em Verdemilho, em 5 de Janeiro de 1871, Acácio Rosa foi companheiro de Liceu e de Seminário de D. João Evangelista de Lima Vidal, de quem era amigo íntimo, bem como de importantes figuras políticas e intelectuais dos últimos anos da monarquia. Em 1893, com apenas 22 anos de idade, publicou o seu primeiro livro: A Nossa Independência e o Iberismo. Entre 1894 e 1911 editou o jornal "Vitalidade", cujas páginas foram palco de episódios decisivos da luta política entre regeneradores-liberais e republicanos. As suas contendas com Homem Cristo, com quem mais tarde, já cego, se reconciliou num encontro casual em sua casa, ficaram célebres. Acácio Rosa era monárquico. Foi pela monarquia que combateu nas páginas do seu jornal. Com a implantação da república em 1910 — acontecimento que o obrigou, na sua qualidade de funcionário público, a aderir formalmente a ela! — O seu jornal ficou ferido de morte. Em breve se viu constrangido a ter de o encerrar. Tempo depois sofreu novo golpe, ainda mais duro e definitivo: foi atacado de cegueira, galopante e irreversível. Como diz Manuel Ferreira Rodrigues (9): «A cegueira remeteu-o para um esquecimento de muitos anos na sua casa cor-de-rosa, em Verdemilho, entre as árvores e as flores que amava e os amigos que jamais o abandonaram. As incidências da vida, nas condições de então, impediram que um talento potencial extraordinário pudesse ter tido o seu curso normal, ao serviço da comunidade, interrompendo-o abruptamente. Acácio Rosa, que era primo do meu pai, faleceu em Verdemilho em 20 de Fevereiro de 1955. Repousa no nosso cemitério. O seu nome é recordado na toponímia de Verdemilho. No Largo Acácio Rosa situam-se a Igreja Paroquial e a sede da Junta de Freguesia.Acácio Vieira Rosa, escritor e jornalista

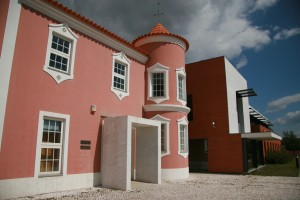

- Alberto Souto (1888 - 1961). Advogado, político, investigador de arte e de história, orador, e jornalista, este natural de Bonsucesso foi uma figura marcante do concelho de Aveiro na primeira metade do século XX. Licenciado em Direito pela Universidade de Coimbra, exerceu a profissão de Advogado. Mas além disso foi deputado, administrador do concelho de Estarreja, presidente do Senado Municipal de Aveiro e da Junta Autónoma da Barra e da Ria e da Câmara Municipal de Aveiro. Como homem de cultura, além de artigos em diversos jornais e revistas, foi Director do Museu e da Biblioteca Municipal de Aveiro. Foi Investigador Arqueológico e Conferencista de fama e grande mérito.

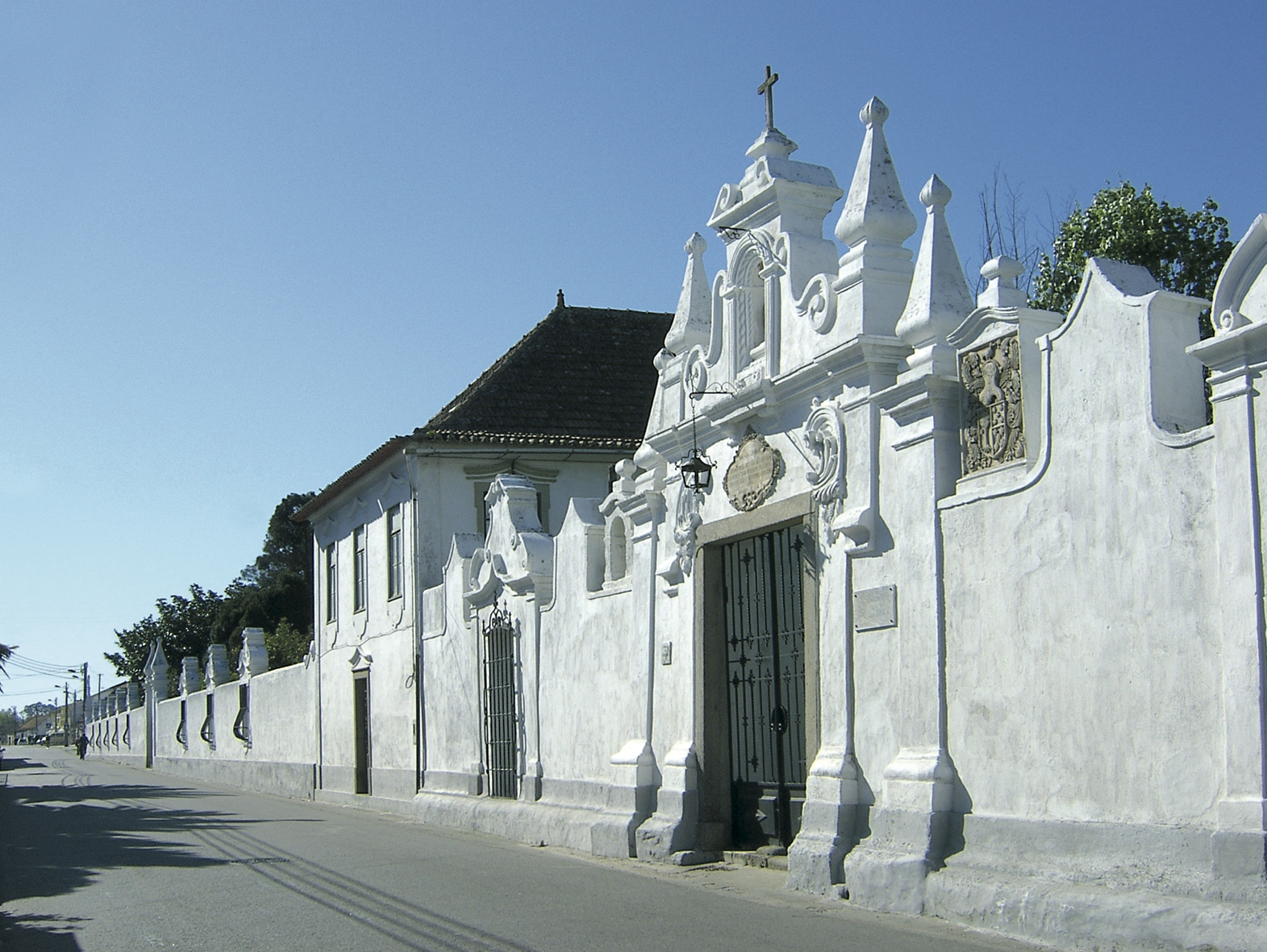

- António Tavares Lebre (1882 - 1966) — O Dr. António Tavares Lebre nasceu na Quinta do Picado em 21 de Março de 1882. Residiu em Verdemilho, na Quinta de Nossa Senhora das Dores, de que era proprietário. Faleceu em 11 de Fevereiro de 1966. Medico veterinário e oficial de cavalaria, desempenhou funções de relevo na organização do sistema de saúde veterinária de Angola. Em Verdemilho, no seu Solar de Nossa Senhora das Dores, organizava anualmente uma das mais concorridas romarias do Norte de Portugal. Esta romaria, alias, a maior da freguesia, a de N.ª Sr.ª das Dores em Verdemilho, que atraía romeiros de todo o Norte e Centro do País e justificava carreiras especiais de autocarro entre a estação da C.P e a Capela da N.ª Sr.ª das Dores. Com o falecimento do Major Dr. António Lebre, proprietário da Capela, em meados da década de sessenta, a romaria foi-se extinguindo ate desaparecer nos primeiros anos da década de setenta. Este acontecimento, porventura, deu-se devido ao testamento do Sr. Major. Não tendo filhos, a sua herança foi deixada a vários sobrinhos. Herança de valor incalculável, tornou-se extremamente difícil de gerir, dado que, segundo nos informaram, a propriedade só poderá ser vendida á 5ª geração. Dr. António Tavares Lebre repousa no cemitério de Aradas, em mausoléu de família. O seu nome é recordado na nossa toponímia pela Rua Capitão Lebre, em Verdemilho.

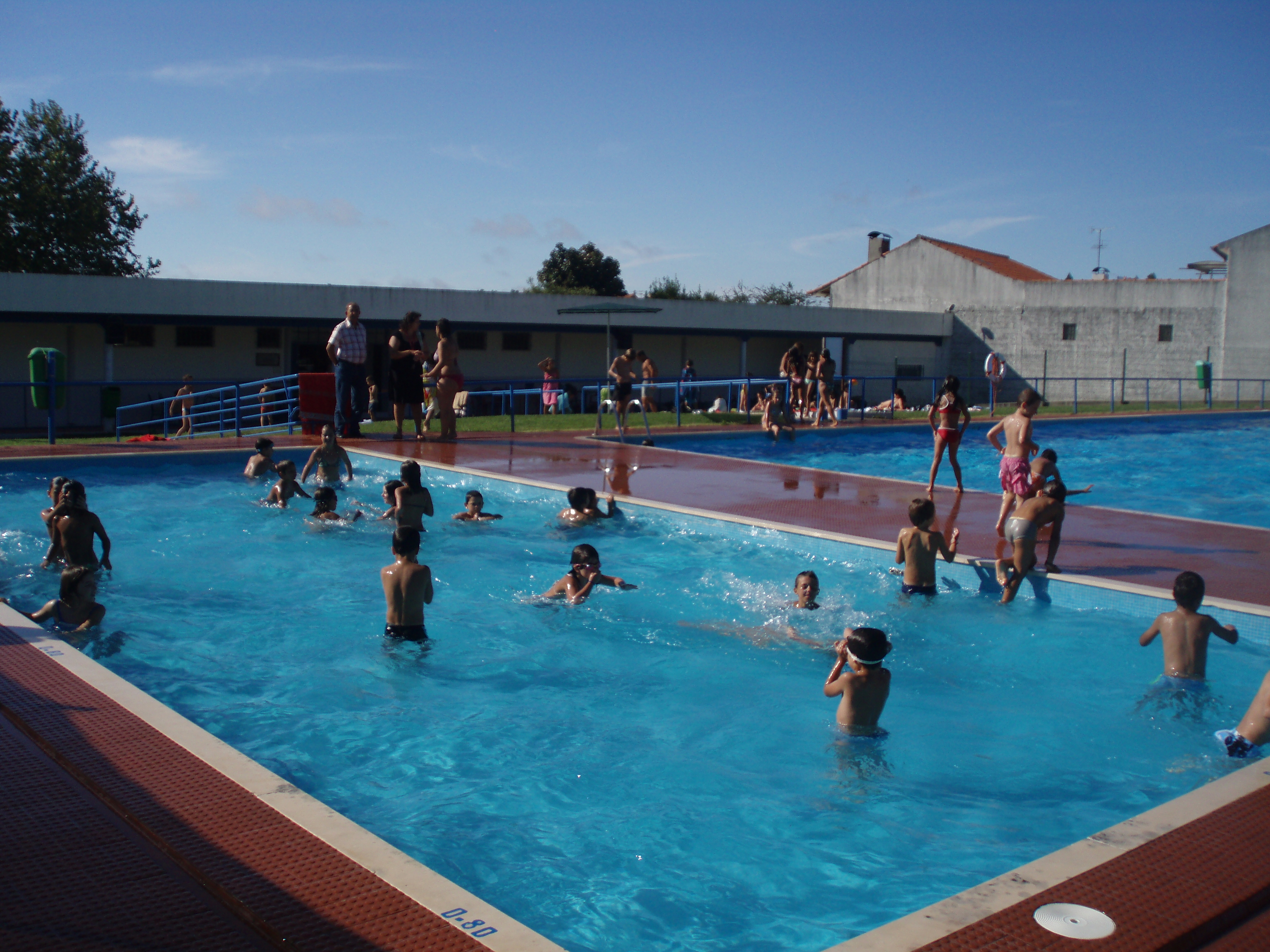

- Pe. Daniel Correia Rama (1902 – 1978) — O senhor vigário, como era chamado, foi pároco de Aradas durante 50 anos, entre 1925 e 1975. Foi figura de maior relevo no meio social da freguesia.

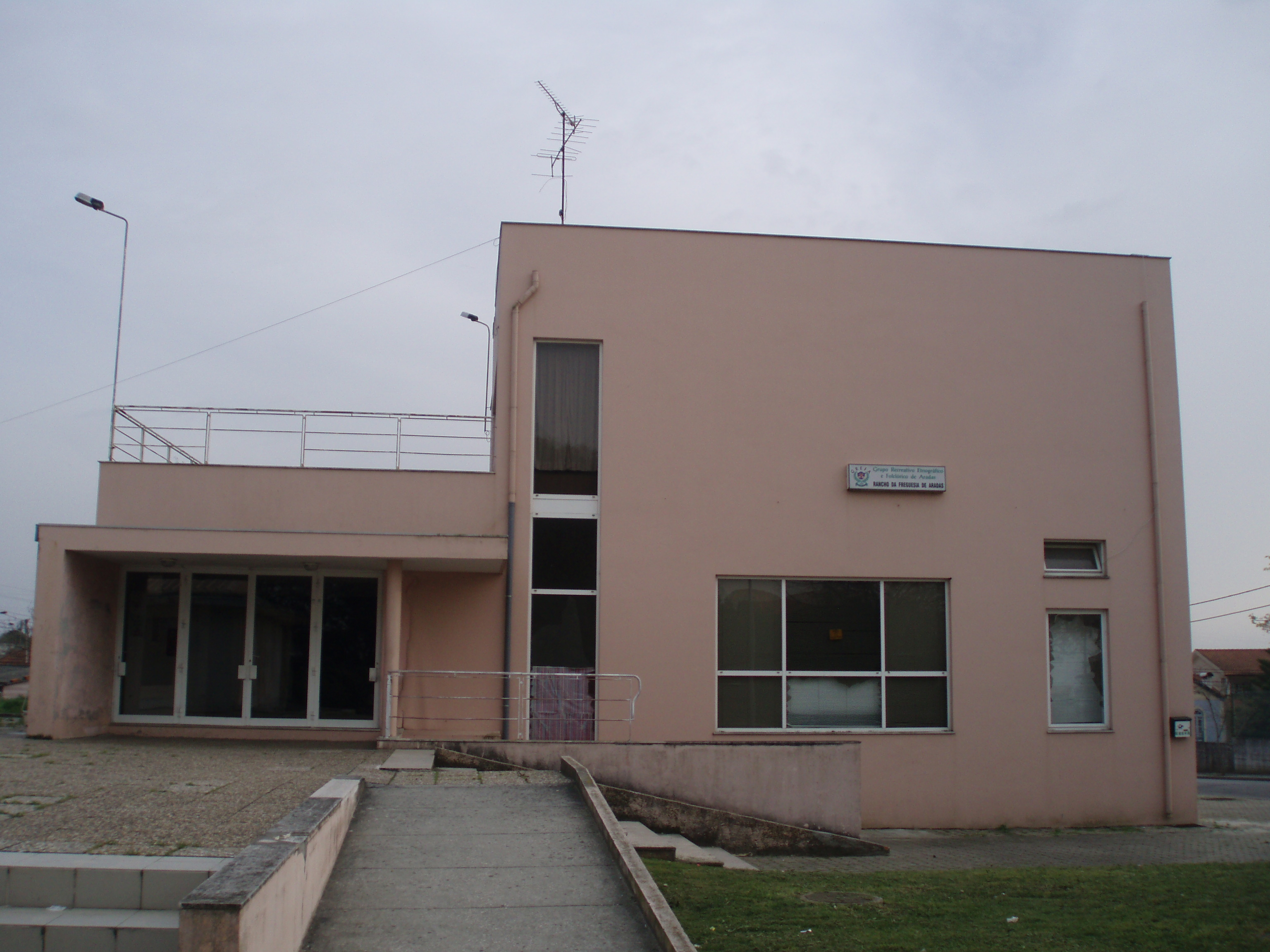

- Ernesto Nunes de Paiva (1904 - 1982) — Ernesto Nunes de Paiva nasceu em Verdemilho, em 3 de Janeiro de 1904. Faleceu em 17 de Julho de 1982. O Dr. Paiva (ou Dr. Piolho, como alguns também lhe chamavam), Filho de lavradores relativamente modestos, com parcos recursos, o pequeno Ernesto manifestou desde criança o desejo de ser médico. Com tal intensidade que os pais, embora a custo, acabaram por decidir fazer tudo o que fosse necessário para que ele pudesse estudar. A vida era então muito difícil. Por isso, o Ernesto teve de partilhar os sacrifícios dos pais e irmãos, trabalhando na lavoura após as aulas, bem como nas férias, mesmo quando já era universitário. Licenciado em Coimbra, em 1930, montou consultório em Verdemilho, que manteve até ao fim dos seus dias. Além do consultório e das visitas domiciliárias que fazia, que eram tantas quantas lhe solicitassem, também deu consultas, durante muitos anos, no Centro de Saúde de Aveiro, na Casa do Povo de Aradas e no Centro Paroquial de S. Bernardo. Pela sua devotada acção em favor do povo, ao longo de mais de meio século, sem outro interesse que não fosse o de ser útil e aliviar o sofrimento do seu semelhante, o Dr. Paiva foi um ser humano de eleição que honra a terra que o viu nascer. A gratidão da nossa gente foi-lhe expressa em vida pelo busto e pelo seu nome dado a uma Praceta, no lugar de Bonsucesso.

## Lendas e histórias

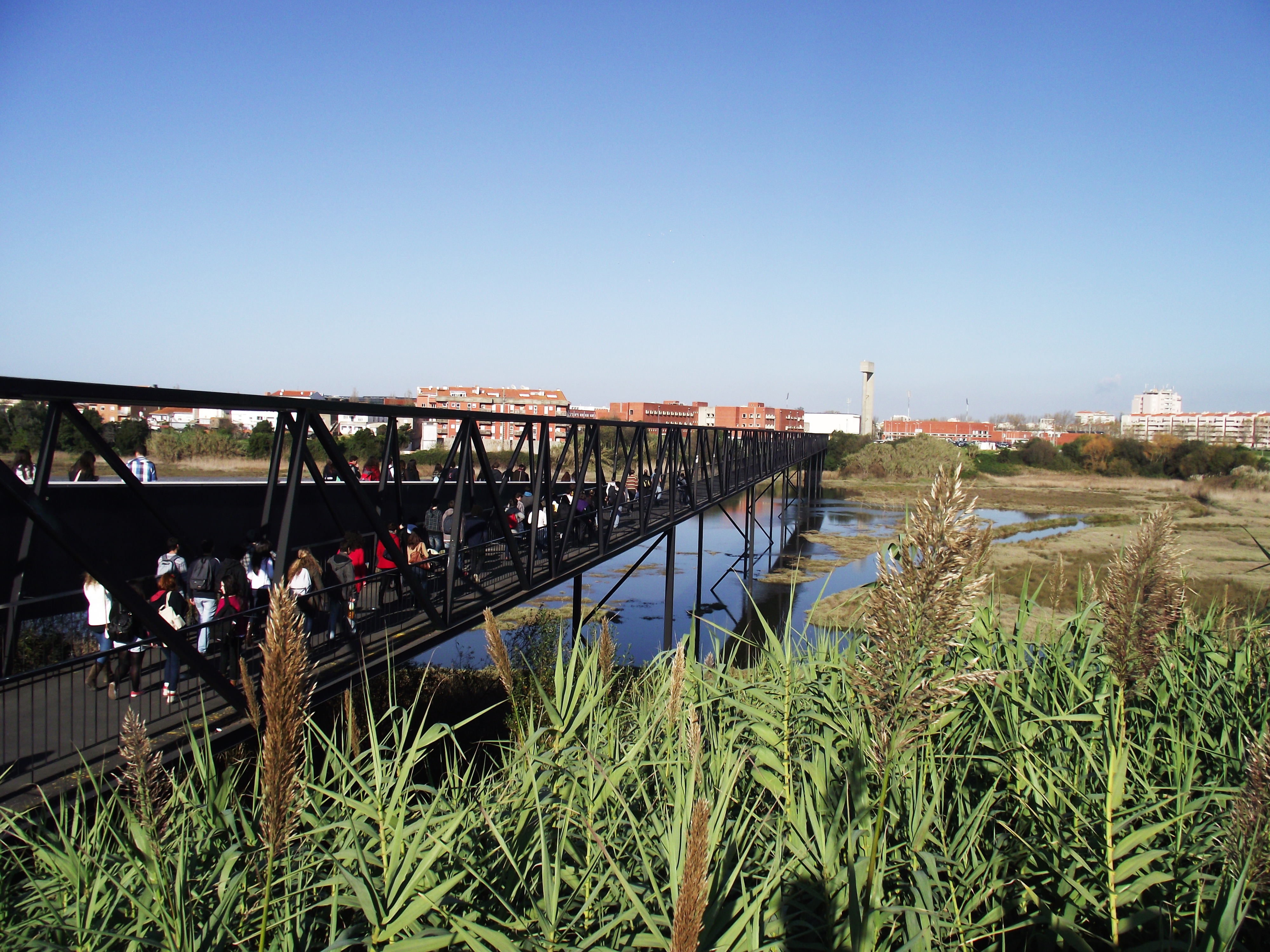

- Nossa Senhora da Lomba — Rezam as lendas que uma figura de Nossa Senhora terá aparecido numa das muitas dunas de areia então existentes no sítio dos Cruzinhos, no lugar de Verdemilho. Trata-se de uma pequena escultura de castanho e de outras madeiras que a historiador de arte A. Nogueira Gonçalves datou do século XV. Atendendo ao local onde apareceu, a povo ter-lhe-á dado a nome de Nossa Senhora da Lomba e mandou erigir uma pequena ermida para albergar a escultura. Ao longo dos séculos, a ermida foi alvo de grandes reformas, transformando-se na actual capela de S. João. Apesar de não se ter a certeza absoluta sobre as datas concretas quer do aparecimento da imagem, quer da edificação da ermida, na pedra do arco-cruzeiro da capela de são João esta cinzelada a data de 1636. Por outro lado, a mudança do nome de Nossa Senhora da Lomba para São João está também revestida de algum mistério, sendo apontadas duas teorias para esse facto. A primeira refere uma visita pastoral feita por delegação do primeiro Bispo de Aveiro, em 1796, onde se denomina a capela de São João. A segunda teoria indica que a mudança terá ocorrido aquando da dissolução da Irmandade de Nossa Senhora da Lomba, por ordem do Governo Civil de Aveiro, em 8 de Maio de 1867. O mais estranho é que, em 1912, por virtude da aplicação da Lei de Separação da Igreja do Estado, na relação de bens da Igreja, a Capela surge com o nome de Capela de Nossa Senhora da Lomba, situada na Rua de Nossa Senhora da Lomba. Actualmente, a Capela de São João, situa-se na Rua de São João, ou seja, exactamente a mesma localização, mas com outro nome.

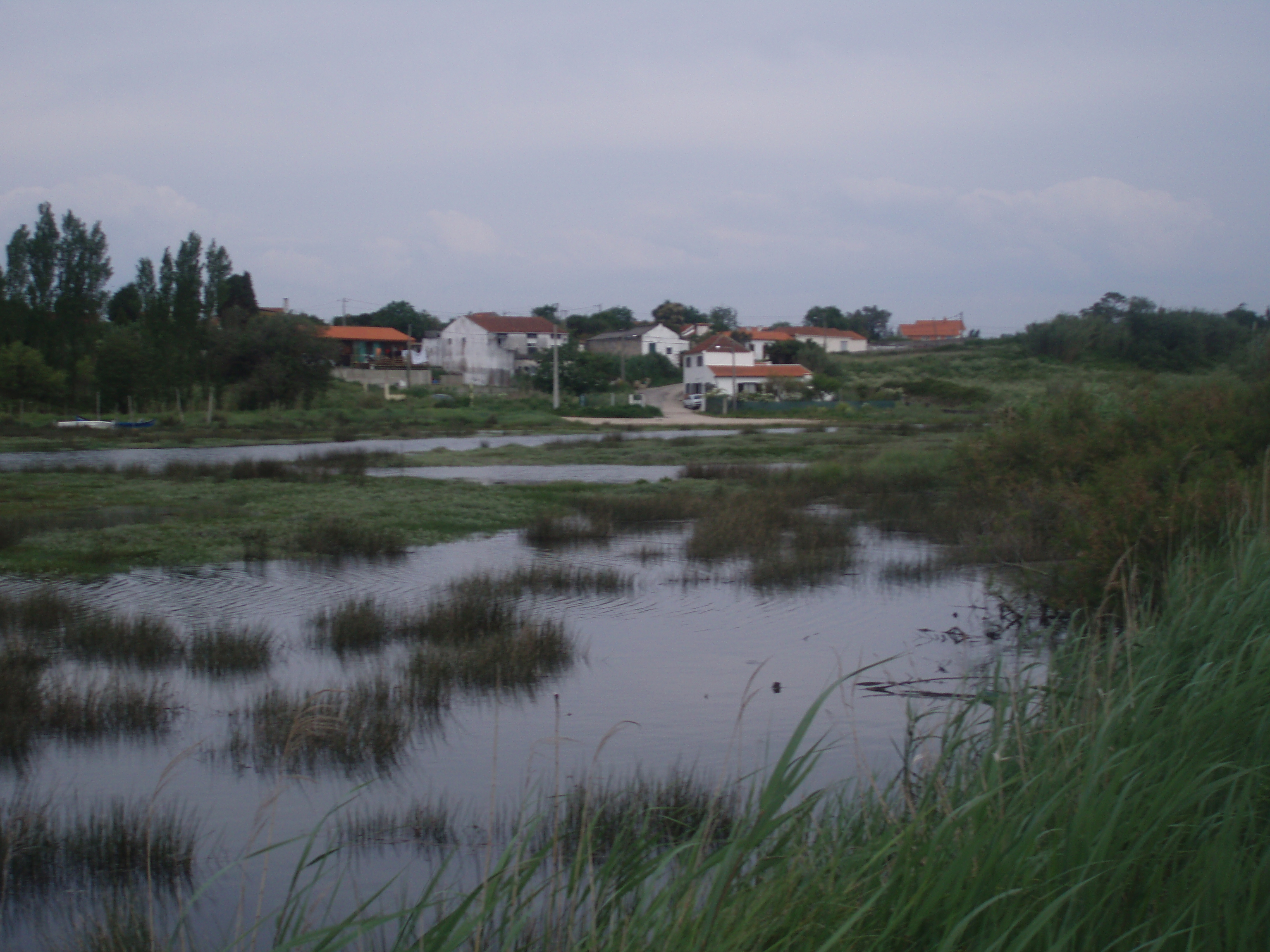

- A fuga do Desembargador Queirós — Este mito gira em torno da fuga de Joaquim José de Queirós, desembargador, avô de Eça de Queirós, após o fracasso da Revolta Liberal de 16 de Maio de 1828, chefiada pelo próprio. De acordo com os testemunhos da época, os companheiros revoltosos de Joaquim José de Queirós – chamados de Mártires da Liberdade – foram presos e executados na cidade do Porto e as suas cabeças foram empaladas e exibidas públicamente em Aveiro, como forma de assustar o povo. O Desembargador logrou escapar aos seus perseguidores e é aqui que a história e a lenda se confundem. Entre o povo de Verdemilho é voz corrente que se terá escondido no Crasto, junto da fonte da Arregaça, a cerca de um quilómetro do seu palácio. Uma outra versão afirma que se terá escondido em casa do Tio Manuel Cautela, seu vizinho, cuja casa distava escassos metros do seu palácio. O tio Cautela, que era marnoto, levava-o todos os dias para a marinha, escondido dentro do carro de mão em que transportava a vela do barco e demais apetrechos do seu trabalho. Até que um dia, simulando uma ida ao junco, o levou no seu barco até Ovar, de onde o desembargador terá fugido para o Brasil. Qual das duas versões estará correcta, ninguém sabe. O certo é que o desembargador Joaquim José de Queirós conseguiu, de facto, fugir para a Galiza, e daí para a Inglaterra e a Bélgica, de onde voltaria após a vitória do liberalismo.